# Eszperantista

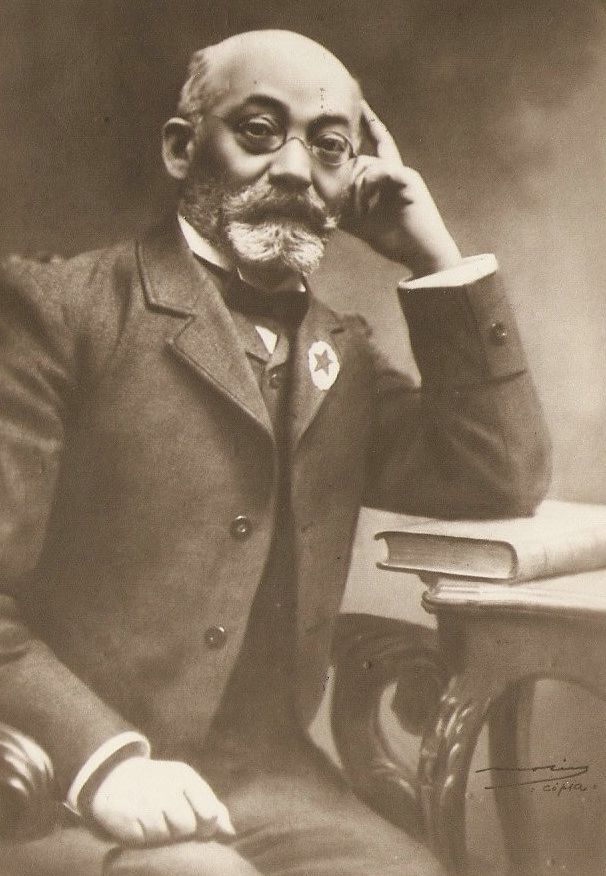
Lazar Markovics Zamenhof, az első eszperantista

Eszperantista az a személy, aki eszperantóul beszél. A „boulogne-i Nyilatkozat az eszperantizmus lényegéről” szerint eszperantista minden olyan személy, aki ismeri és használja az eszperantó nyelvet, függetlenül attól, hogy milyen célokra. Ajánlott, de nem kötelező, minden eszperantista számára, valamely eszperantó társasághoz való tartozás. Néhányan, beleértve azokat is, akik nem hívei az eszperantizmusnak, ők inkább a semlegesebb „eszperantó beszélő” kifejezést részesítik előnyben.
Az eszperantista lét egyik legnagyobb előnye, hogy hozzáférést biztosít a világ olyan részeinek nyelveihez és kultúráihoz, amelyek nem vesznek részt az uralkodó nemzetek közti kultúrákban, és ezért továbbra is elmaradottak.
Bizonyos értelemben a belső indíttatás egyet jelent az eszperantó filantróp céljával.

## Eszperantóul beszélő
Néhány eszperantóul beszélő nem szereti az eszperantista kifejezést. Azt állítják, hogy a szótárak szerint az „-ist” olyan személyt jelöl, aki vagy szakmailag tesz valamit, vagy ideológiailag kötődik valamihez – eszperantóul beszélő személy esetében általában nem ezekről a jelentésekről van szó – régen elmúltak már azok az idők, amikor az emberek eszperantizmusról beszélnek. Ezenkívül rámutatnak arra, hogy pl. az angol vagy a spanyol nyelv ismerete nem tesz valakit „angollá” vagy „spanyollá” – ezért még zavaró is, ha valakit eszperantistának nevezünk, ha ismeri és használja is az eszperantó nyelvet, de még nem tanulmányozta eléggé.
Ugyanezek a problémák tapasztalhatók a nemzeti nyelveknél is, ahol vannak egyrészt az „angol nyelvhez”, másrészt a „nacionalistához” hasonló szavak – ezért vannak olyanok, akik előnyben részesítik az „e-beszélő” vagy az „eszperantó-beszélő” fogalmakat, amely pl. az „olaszul beszélő”-höz hasonlóan csak a nyelv beszélésének képességéről tájékoztat. Ezenkívül néha használják az esperantano, az esperantulo és az esperanto szót (kisbetűvel).
Ennek a második szónak az a hátránya, hogy manapság sok nyelvben az eszperantó nyelv támogatóját vagy az eszperantó mozgalom egyik tagját is jelentheti.

### Összehasonlítás a latinista kifejezéssel
Alternatív módon össze lehet hasonlítani az „eszperantista” kifejezést a „latinista” kifejezéssel. Így olyan személyt jelent az eszperantista, akinek különös érdeke az, hogy tanulja és használja ezt a nyelvet, ami nem saját anyanyelve.

### Az eszperantó nem csak nyelv
Néhány eszperantóul beszélő számára a „boulogne-i Nyilatkozat az eszperantizmus lényegéről” meghatározása nem elegendő – Baghy Gyula pl. kijelentette:

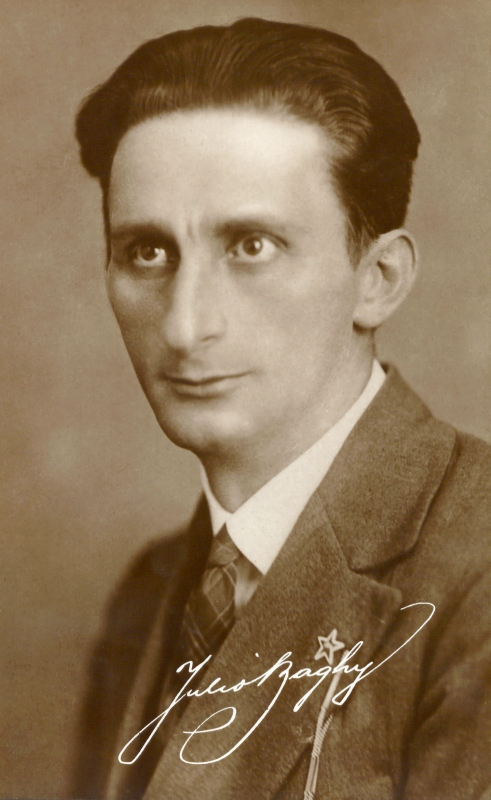
Baghy Gyula

„Eszperantistának lenni nemcsak nyelvtudást jelent. Ez sors, küldetés – egy jobb világ utáni vágyakozás”. Igazi eszperantistává nem válik valaki, hanem azzá születik, és már a nyelv megtanulása előtt eszperantista.”

- Baghy Gyula

#### Eszperantista szervezetek tagsága
- Rendes tag: jogai és kötelezettségei az egyesület viszonylatában teljesek
- Pártoló tag: aki az egyesület céljaival egyetértve vagyoni hozzájárulással támogatja annak működését, céljai elérését, de nem rendelkezik a rendes tag teljes jogosítványaival
- Tiszteletbeli tag: aki általában kimagasló szakmai vagy társadalmi értékei alapján, hírnevével támogatja az egyesületet és általában szintén nem rendelkezik a rendes tagokat megillető jogosítványokkal
- Alapító tag: az első 10 (vagy több) tag, akik létrehozták a szervezetet (jogállása alapján az alapító tag is rendes tag)[7]

A legnagyobb nemzetközi eszperantó szervezet az Eszperantó Világszövetség (ifjúsági tagozata:Eszperantó Ifjúsági Világszervezet). A legnagyobb magyar eszperantó szervezet a Magyarországi Eszperantó Szövetség, amely összefogja és koordinálja a magyar eszperantó alapszervezetek tevékenységét.

## Az eszperantó alapjai
A Fundamento de Esperanto műben foglaltakat minden eszperantistának be kell tartania:

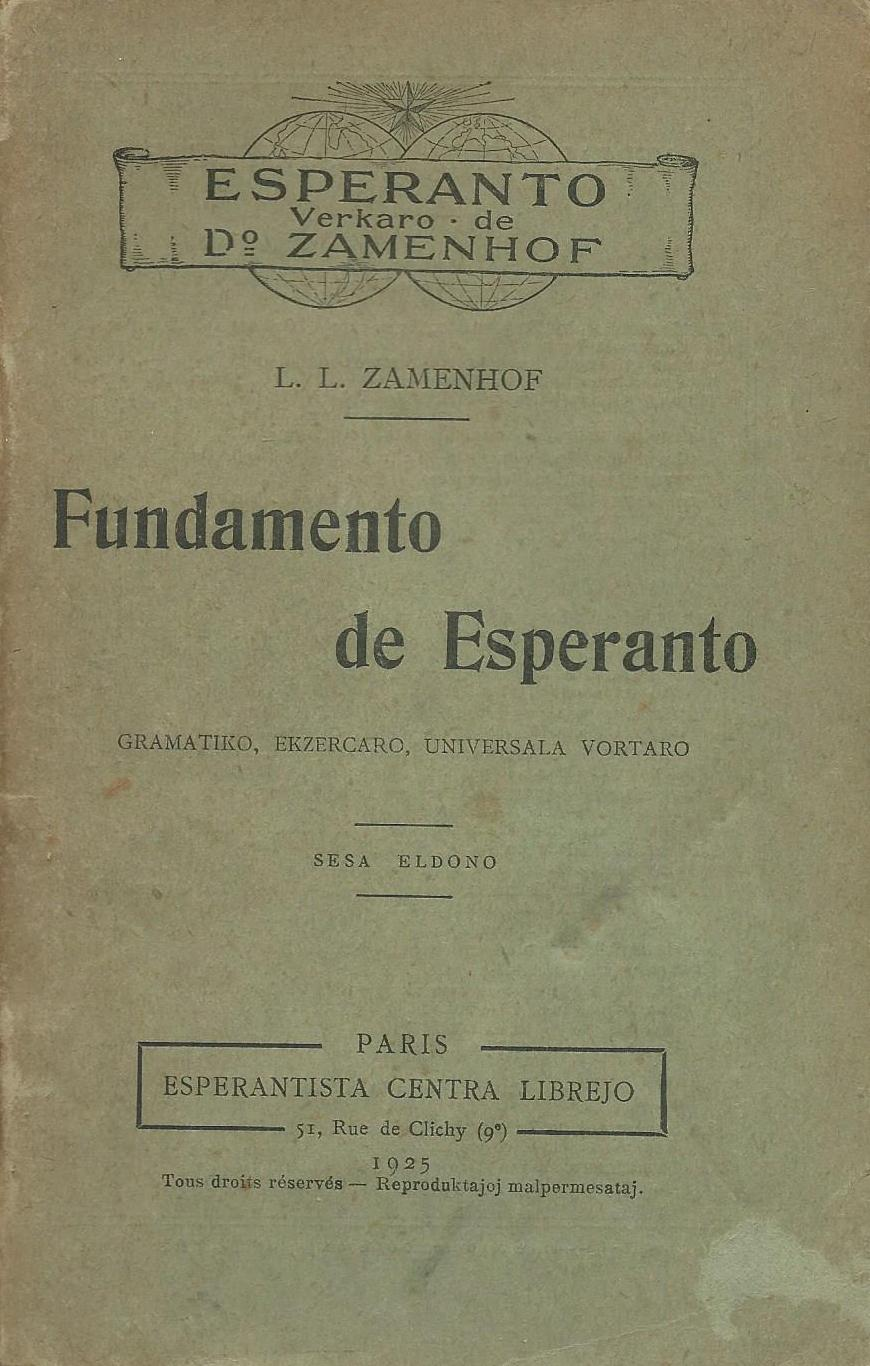

„Az eszperantó nyelv egyetlen alapja, amely minden eszperantista számára kötelező, melyet senkinek nincs joga megváltoztatni, Az eszperantó alapjai című kiskönyv. Aki eltér az ebben a műben szereplő szabályoktól és mintáktól, az soha nem igazolhatja magát azzal, hogy „így kívánja vagy tanácsolja az eszperantó szerzője”. Minden eszperantistának joga van az általa legmegfelelőbbnek tartott módon kifejezni bármely olyan ötletet, amelyet Az eszperantó alapjaiban található anyaggal nem lehet megfelelő módon kifejezni, ahogy ez bármely más nyelven is így van. Annak érdekében azonban, hogy a nyelv minden eszperantista számára egységes maradjon, javasolt a lehető legjobban utánozni az eszperantó megalkotójának műveiben található stílust, mert ő tett a legtöbbet az eszperantóért és ő ismeri a legjobban a lényegét.”

– L. L. Zamenhof - 1905 tavasza

## Enciklopedio de Esperanto /EdE/
Az Eszperantó Enciklopédia az eszperantó mozgalomról szóló enciklopédia. Ivan Gennagyjevics Sirjajev kezdeményezte 1930-ban, aki maga kétezer feljegyzést készített. 2001 óta a Wikipédia vette át az enciklopédia szerepét, ahol könnyen és gyorsan tájékozódhatunk az eszperantó mozgalommal kapcsolatos történésekről.

### Az első eszperantista
Lazar Markovics Zamenhof zsidó származású lengyel szemészorvos, filológus, az eszperantó nyelv tervezetének megalkotója volt az első eszperantista. Felesége Klara Silbernik volt a második, aki az Unua Libro megjelenésének anyagi hátterét biztosította.

#### Az első magyar eszperantisták

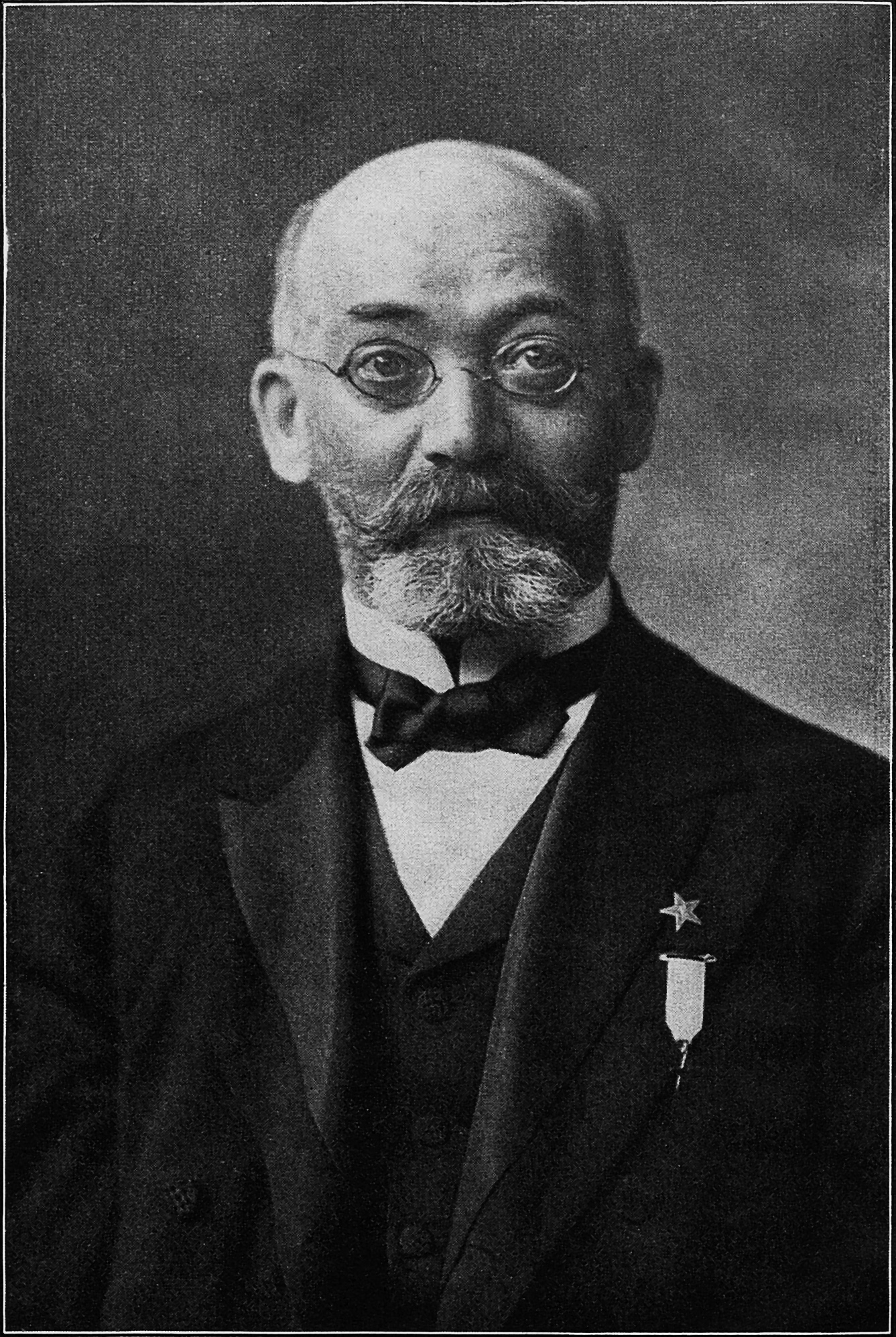
L. L. Zamenhof
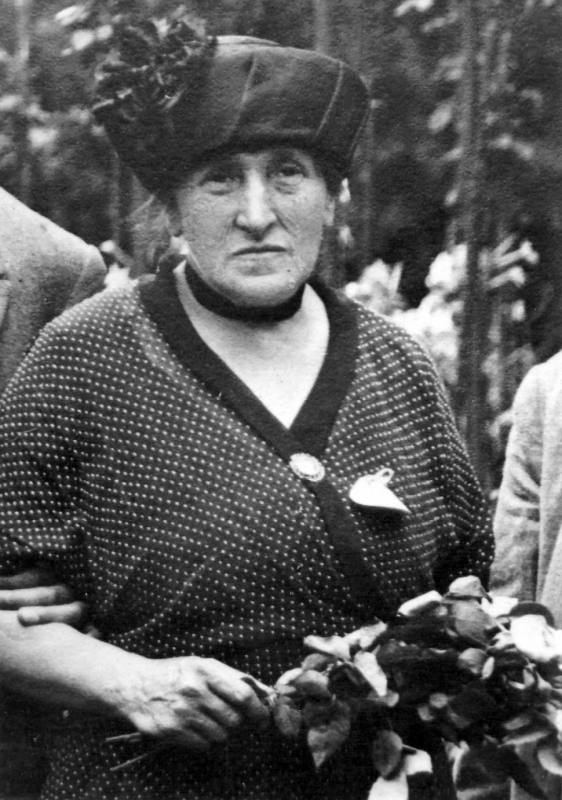
Klara Zamenhof

### Eszperantisták

#### Magyarok
Magyar eszperantisták a Wikipédián

#### Külföldiek
Külföldi eszperantisták a Wikipédián

### Esperantujo
Esperantujo (vagy Eszperancia, Eszperantóország) egy képzeletbeli ország, melynek polgárai az eszperantisták. Esetenként Eszperantó-országként, vagy Eszperanciaként fordítják magyarra. A szó humorosan utal arra a tényre, hogy az eszperantó egy országhoz sem kötődő nyelv. 

#### Eszperantisták országonként
Bővebben: Eszperantisták országonként

Az országhatárok nélküli ország Esperantujo

### Esperantujo jelképes fővárosa
1955 óta Rotterdamban található az Eszperantó Világszövetség központi hivatala ill. jelenleg az Eszperantó Akadémia székhelye is, a világváros jelképesen Esperantujo fővárosa. Az Interkultura Centro Herzberg (ICH) 2004. november 20-án alakult Herzbergben, három egyesület közös neve. 2006-ban a település megkapta az Esperanto-város kiegészítést. A város a német eszperantisták és az Eszperantó Világszövetség Kulturális Eszperantó Centruma lett.

#### Esperantujo jelképes kulturális fővárosa

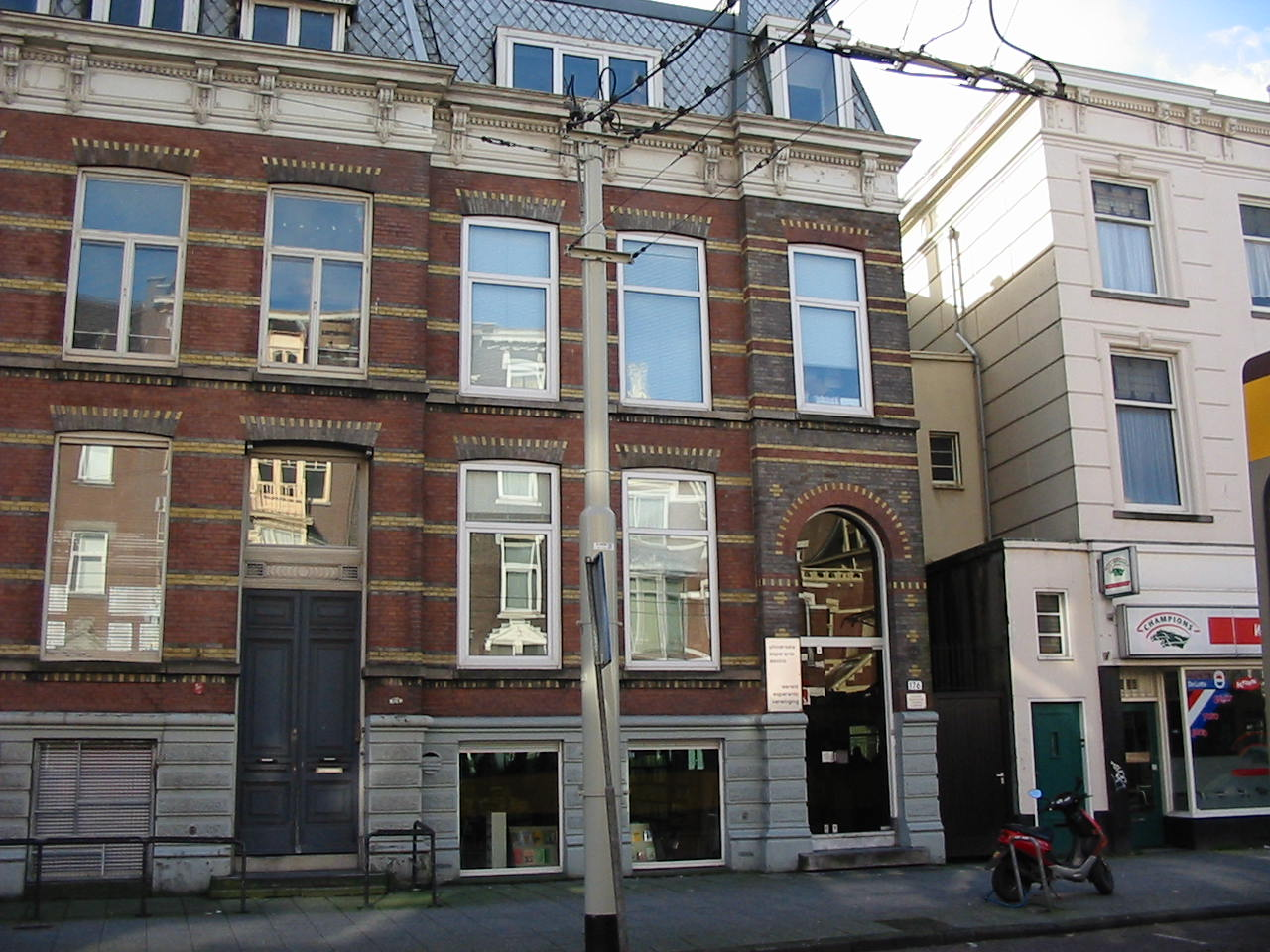
A rotterdami székház
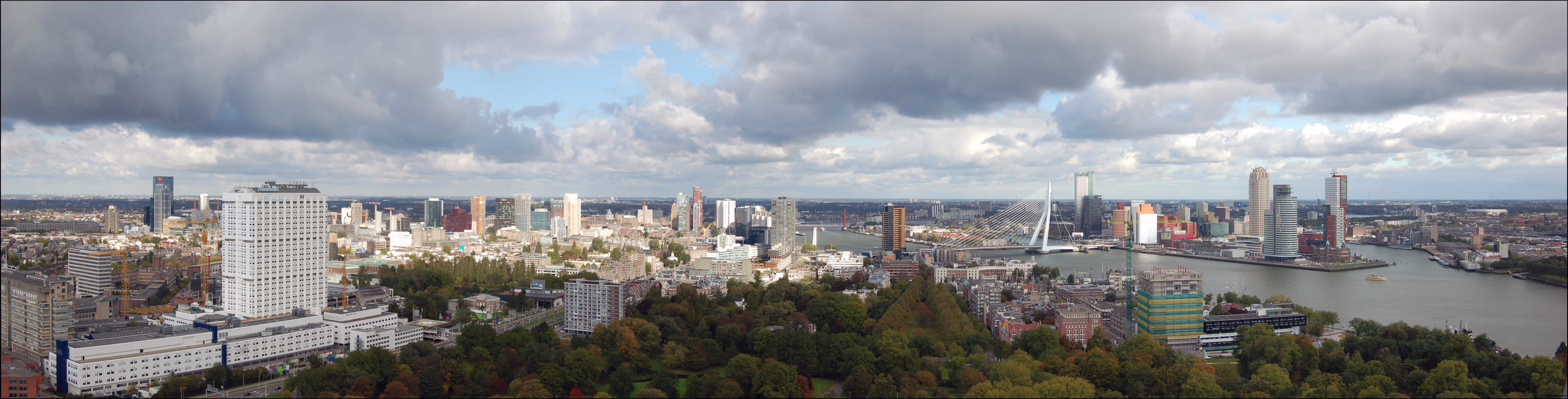
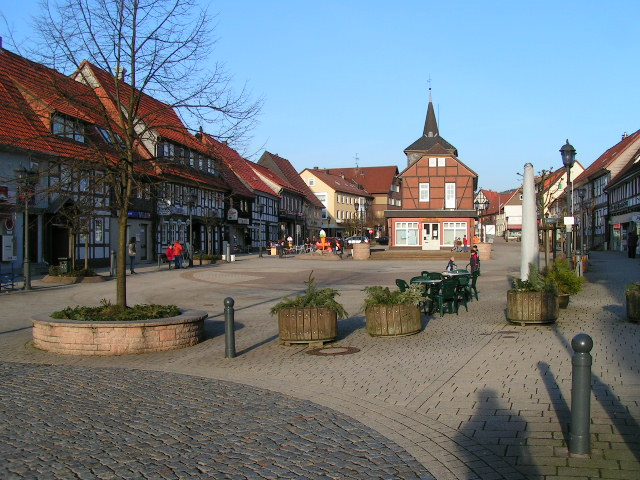
Herzberg az Esperanto-város főtere

### Esperantujo valutái
Az első eszperantó fizetőeszköz 1907-ben jelent meg spesmilo néven. Utána következett a stelo.
Bővebben: a Spesmilóról

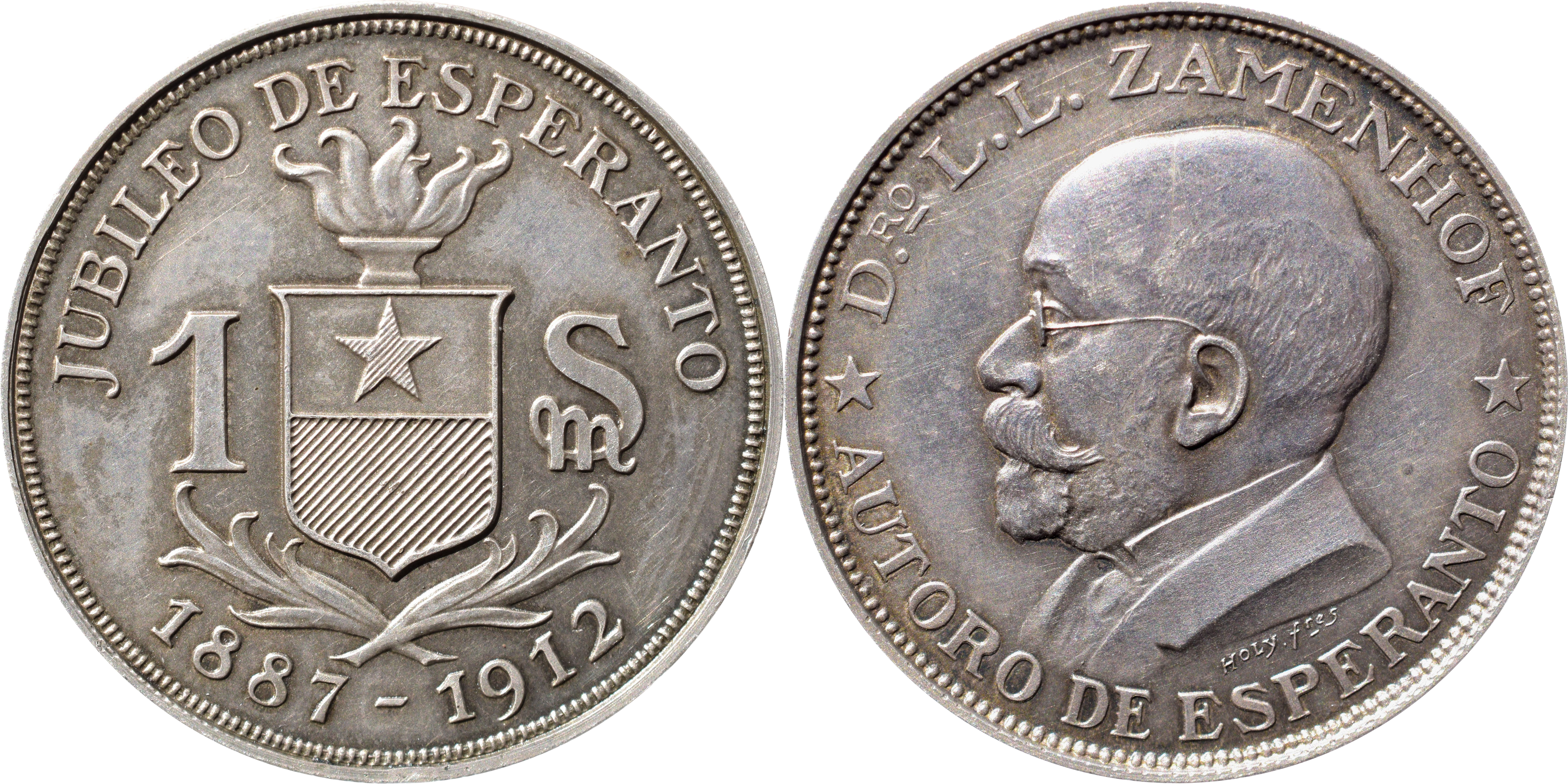
1 spesmilo
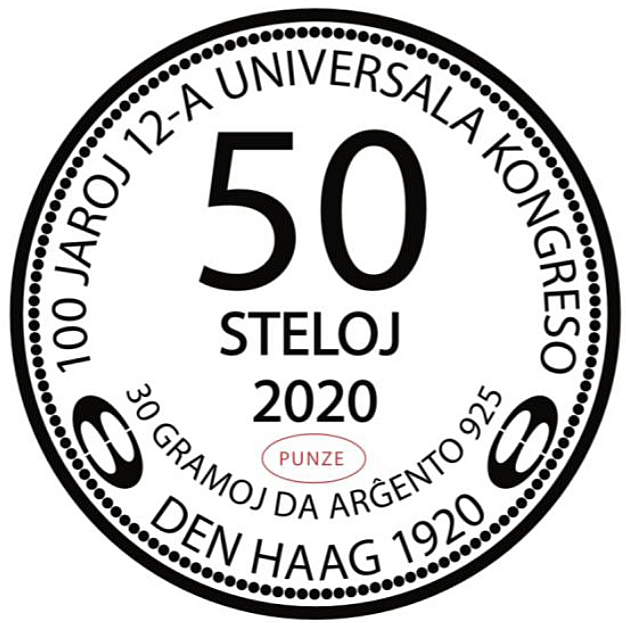
50 steloj

### Esperantujo polgárainak száma a világban
Esperantujo polgárainak száma konkrétan meghatározhatatlan, számtalan értékelés és tanulmány készült már, ennek ellenére pontos adat nem áll rendelkezésre. A pontatlanságok több forrásból adódnak. Egyrészt, nem minden eszperantista tag valamelyik szervezetben. Másrészt van, aki nem vallja be, mivel nem tartja ahhoz megfelelő szintűnek a tudását. Harmadrészt, a népszámlálások adatai sem mindig használhatóak, mert önbevalláson alapulnak, vagy csak az anyanyelvet kérdezik. Internetes felmérésnél a nyelveket egy listából kell kiválasztani és a listában nem szerepel az eszperantó, vagy korlátozott számú nyelv választható, így egy többnyelvű beszélő csak a fontosabb nyelveket tudja bevallani.

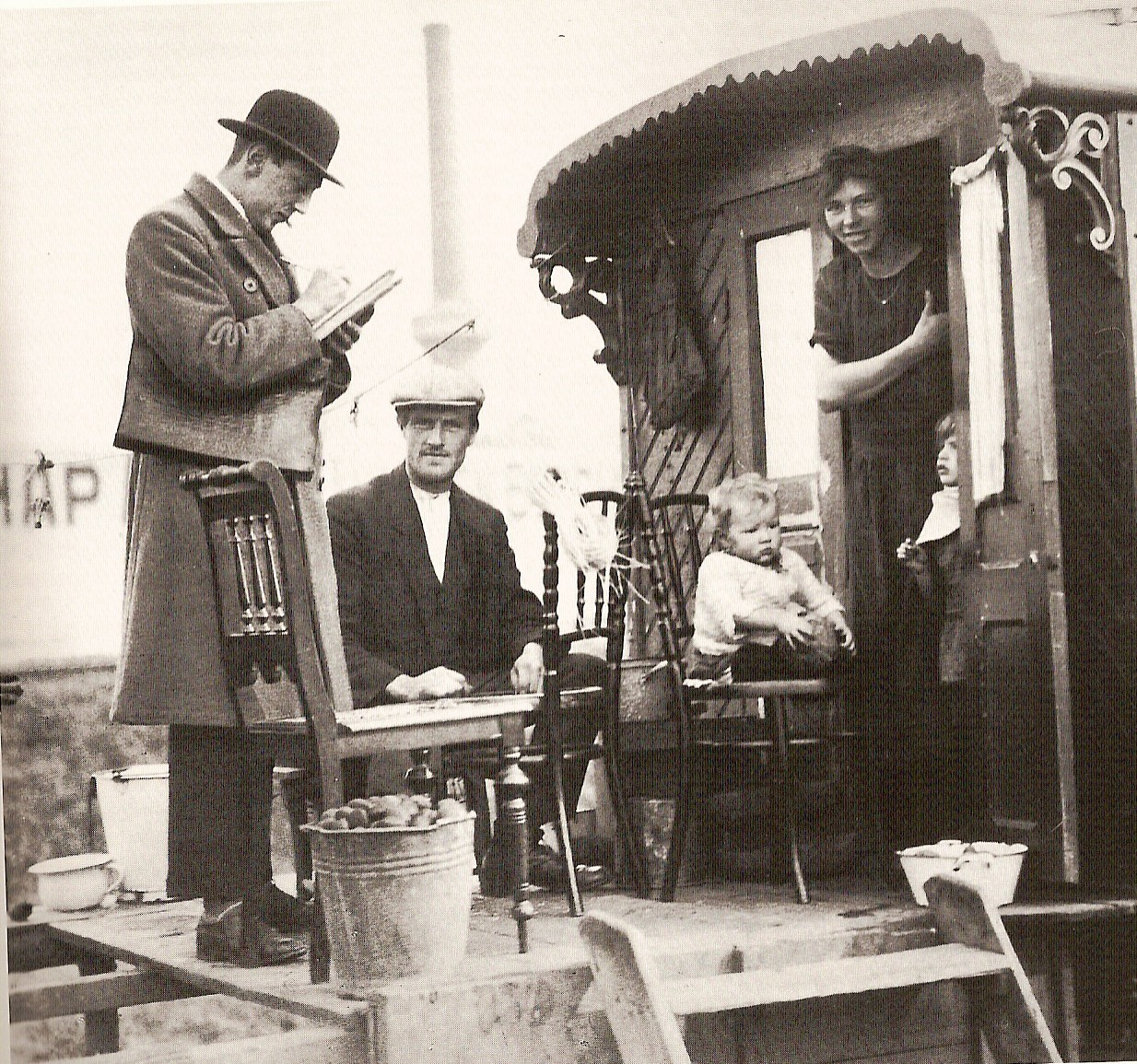
Népszámlálás – 1925

### Eszperantista ünnepnapok, emléknapok, akciónapok, világnapok
A legelterjedtebb eszperantista ünnepnap a Zamenhof-nap, de számos nap található még az eszperantista naptárban, amelyet evidenciában tartanak az eszperantisták.

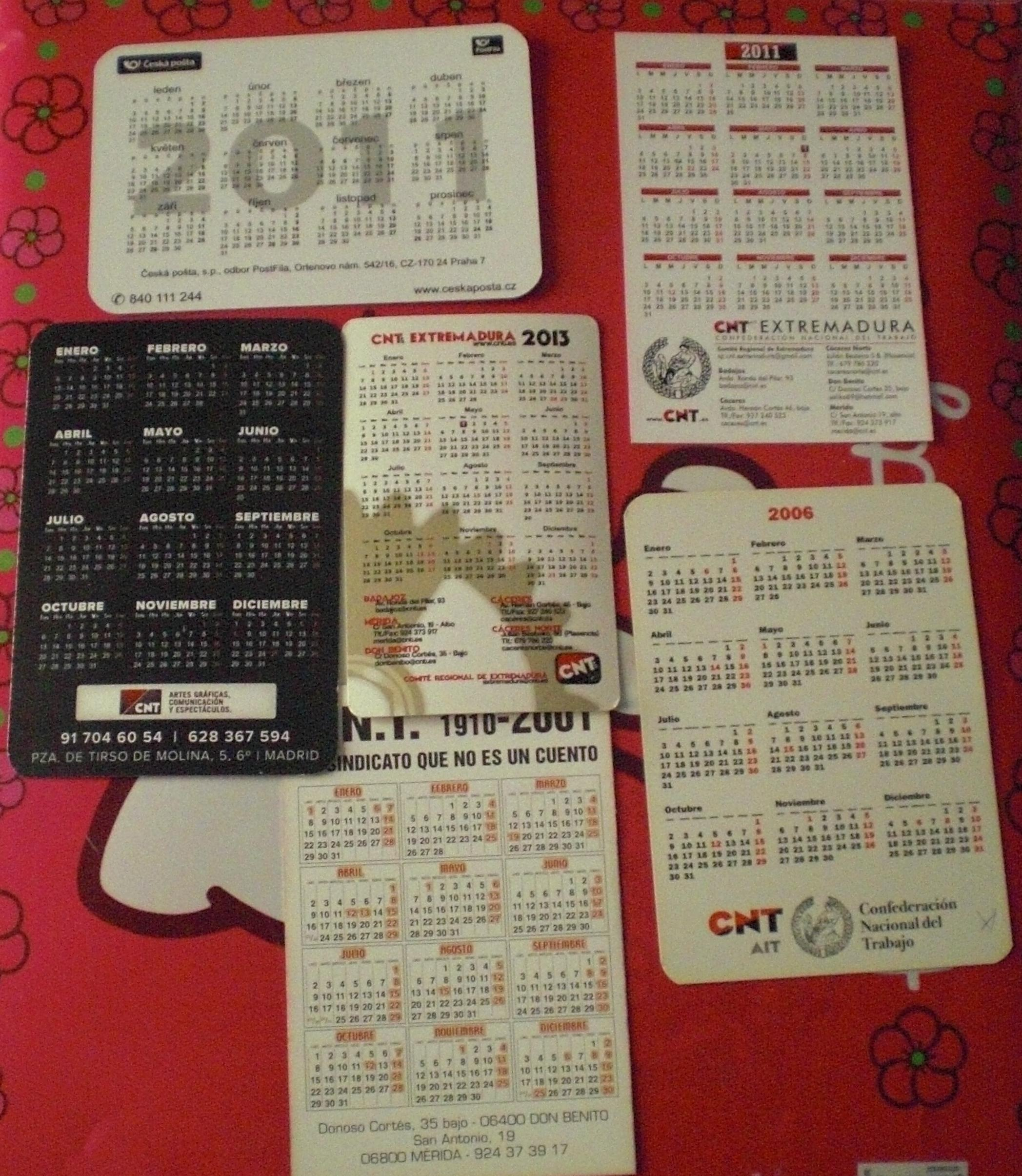
Eszperantista naptárak

### Zamenhof- kaj Esperanto-objektoj (ZEO-j)
A Zamenhof/Eszperantó objektum, rövidítve ZEO, egy tárgy, amelyet L. L. Zamenhof vagy az eszperantó tiszteletére készítettek:.
ZEO-j lista Esperantujoban
ZEO-j a Facebook-on
Dr. Rátkai Árpád eszperantológus szerint, általában eszperantisták által állíttatott, eszperantóval kapcsolatos képző- és iparművészeti alkotások: szobor, emlékmű, dombormű, emléktábla, emlékkő, építménydíszítő elem, síremlék, díszburkolat vagy maradandó anyagból készült tájékoztató szöveget, eszperantáliának nevezik. (Eszperantó megfelelője: Zamenhof / Esperanto-Objekto /ZEO/ .) Esperantujóban egyedüli a Pécs szívében található Eszperantó Park.

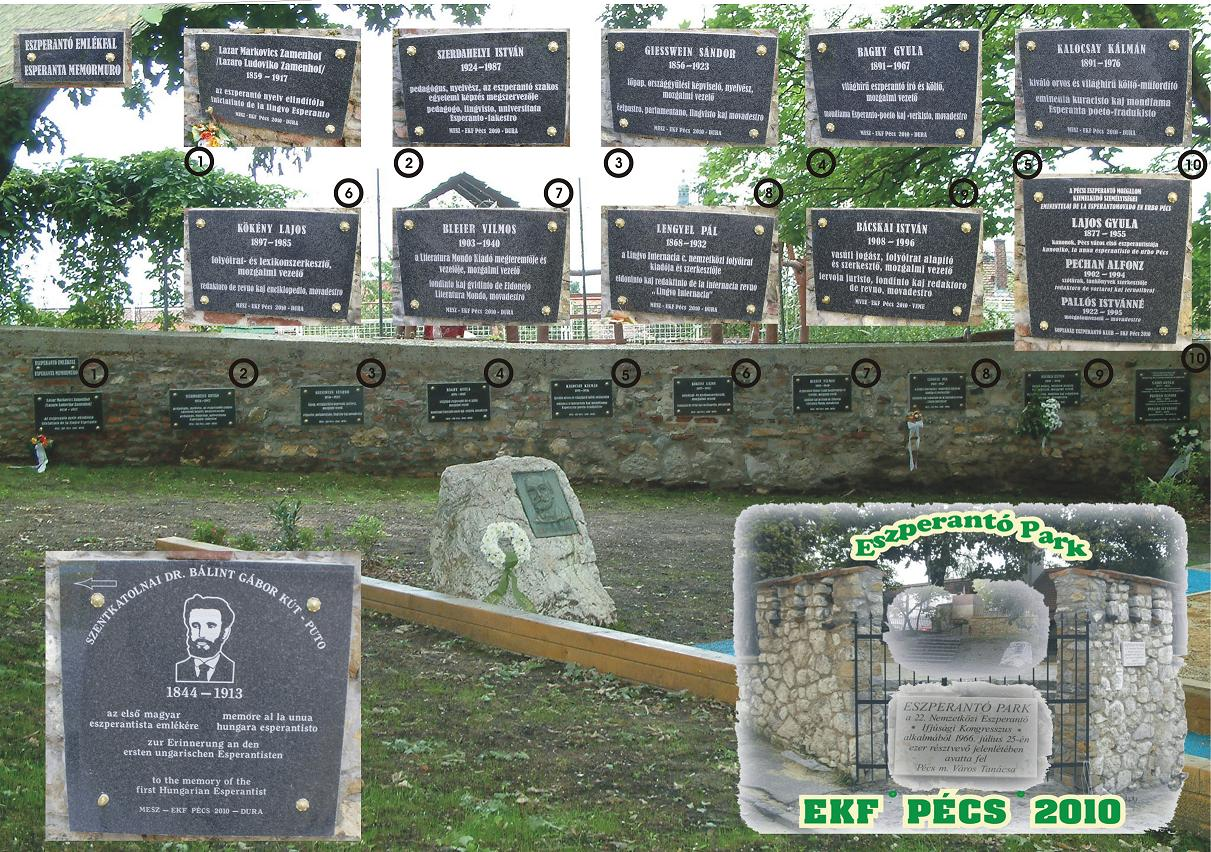
a pécsi Eszperantó Park

### Eszperantó szimbólumok
Az eszperantisták legegyszerűbb, legrégebbi és legnépszerűbb szimbóluma az eszperantó csillag. Ezt követi az eszperantó zászló, amely tartalmazza az eszperantó csillagot is. 1987 óta ismert az eszperantó jubileumi szimbólum is. Alapesetben nem tartalmazza a eszperantó csillagot, de létezik az eszperantó csillaggal kombinált változata is. A La Espero (eszperantó himnusz) is eszperantó szimbólum. Az Eszperantó Enciklopédia járulékos eszperantó szimbólum.

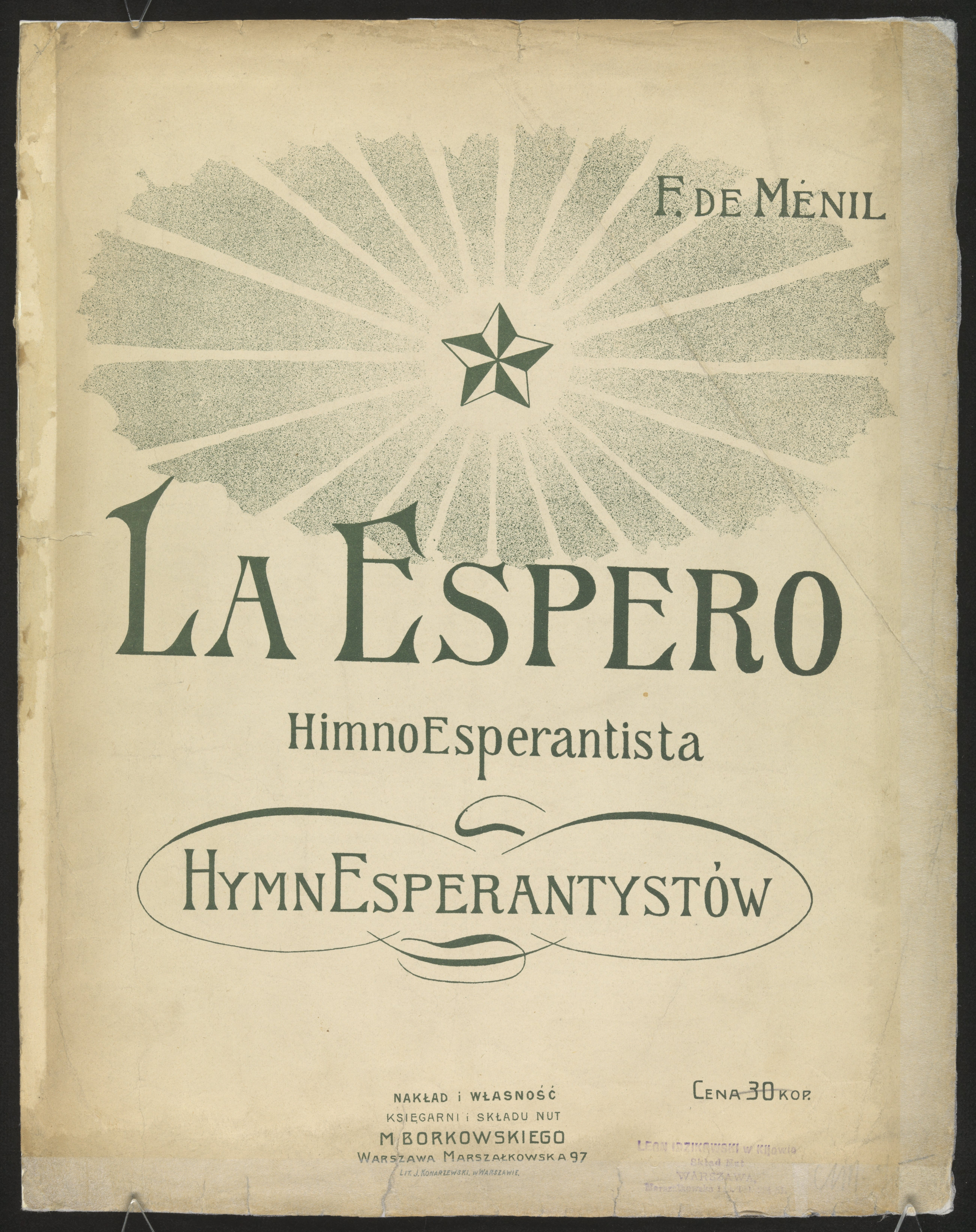

### Eszperantó Világkongresszus
Az Eszperantó Világkongresszus a legnagyobb hagyományokkal rendelkező nemzetközi eszperantó találkozó, amelynek története több mint száz évre nyúlik vissza. A kongresszust 1905 óta a világháborúk kivételével minden évben megrendezték. Az 1920-as évek óta az Eszperantó Világszövetség rendezi.

### Pasporta Servo
A Pasporta Servo („útlevélszolgálat”) az eszperantisták vendéglátó szolgáltatása. Minden évben közzéteszik egy kötetben azok címjegyzékét a világ öt földrészének országaiból, akik hajlandóak otthonukban ingyenesen vendégül látni az eszperantó nyelv más beszélőit. Ez a mű jelentős kiadványnak számít az eszperantó kultúrában, amelyet talán csak a Plena Ilustrita Vortaro (a nyelv teljes, illusztrált nagyszótára) múlhat felül.

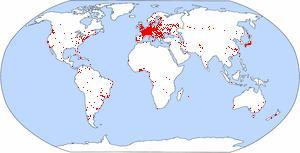
Az eszperantista vendéglátó hálózat

### Eszperantó államalapítási kísérletek
- Az első államalapítási kísérlet Kelmis/Altenburg-ban 1908-ban, dr. Wilhelm Molly, a helyi körzeti orvos, eszperantista kezdeményezésére Amikejo megalapítása volt.
- A második kísérlet: 1912-ben született az ötlet egy eszperantó városrész (Parkurbo Esperanto[13]) létrehozásáról.[14] Ez a városrész az eszperantó mozgalom központja lett volna Németországban München-Gräfelfingben, Münchentől 13 km-re. Az első világháború meghiusította, az összegyűjtött pénz elfogyott, a terv megbukott.[15]
- A harmadik kísérlet az olasz eszperantista Giorgio Rosa nevéhez fűződik, ő a Rózsa-szigeti Köztársaságot hozta létre a hidegháború idején.
- 2007-ben alapították meg az Eszperantó Köztársaságot (Esperanta Respubliko), ma is regnáló köztársaság (2021).[16]

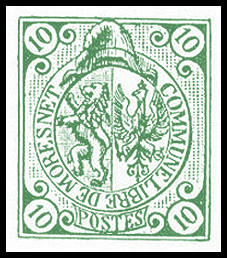
Amikejo
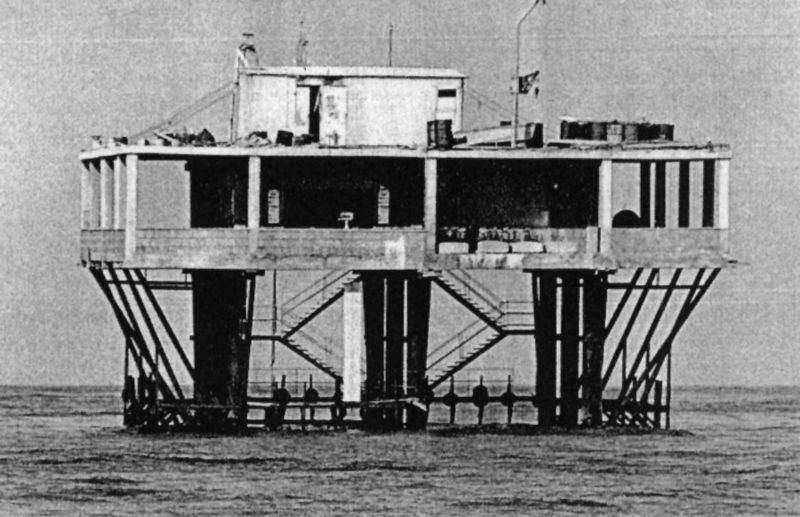
Rózsa-szigeti Köztársaság

### Esperantujo első nemzetközi sakk nagymestere
Polgár Judit magyar sakkozó, nemzetközi nagymester, nyolcszoros sakkolimpikon a nyílt kategóriában, kétszeres női sakkolimpiai bajnok, a nyílt kategóriában kétszeres olimpiai ezüstérmes, nyílt kategóriában egyéni Európa-bajnoki bronzérmes, magyar szuperbajnok, U14 és U12 korosztályos ifjúsági világbajnok a fiúk között. Hét alkalommal kapta meg a női Sakk-Oscar-díjat, közte az évszázad női sakkozójának járó Oscart is. 

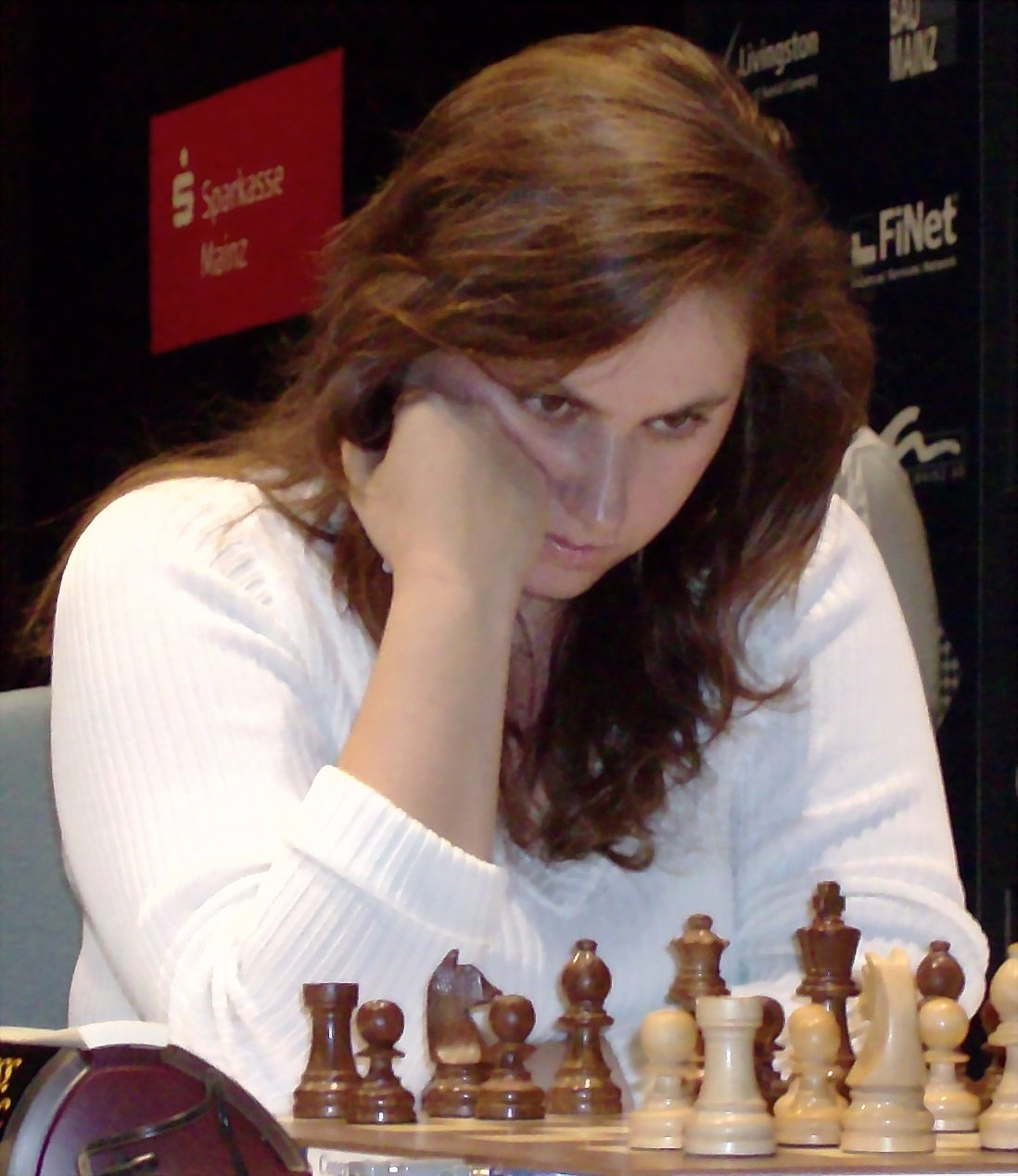
Polgár Judit

### Esperantujo első űrhajósa
Farkas Bertalan vadászpilóta, űrkutató, űrhajós, akinek az Interkozmosz program keretében nyílt lehetősége az űrbe jutni, eszperantista. A Szovjetunió és a Magyar Népköztársaság Hőse, Ukrajna Aranycsillagának birtokosa, az Űrhajósok Nemzetközi Szövetségének alapító tagja, az MTA Interkozmosz Tanács kutatócsoportjának munkatársa, a Space for Earth Alapítvány alapító tagja. Leghíresebb kísérleti programja az űrutazás során az Interferon volt, de a Dóza kísérletben részt vevő, a KFKI által gyártott Pille sugárdózismérő is rendkívül sok eredményt hozott a későbbi kutatások számára országunknak. Tevékenységével nemzetközi elismerést vívott ki Magyarországnak, és mind a mai napig részt vesz az űrkutatás népszerűsítésében.

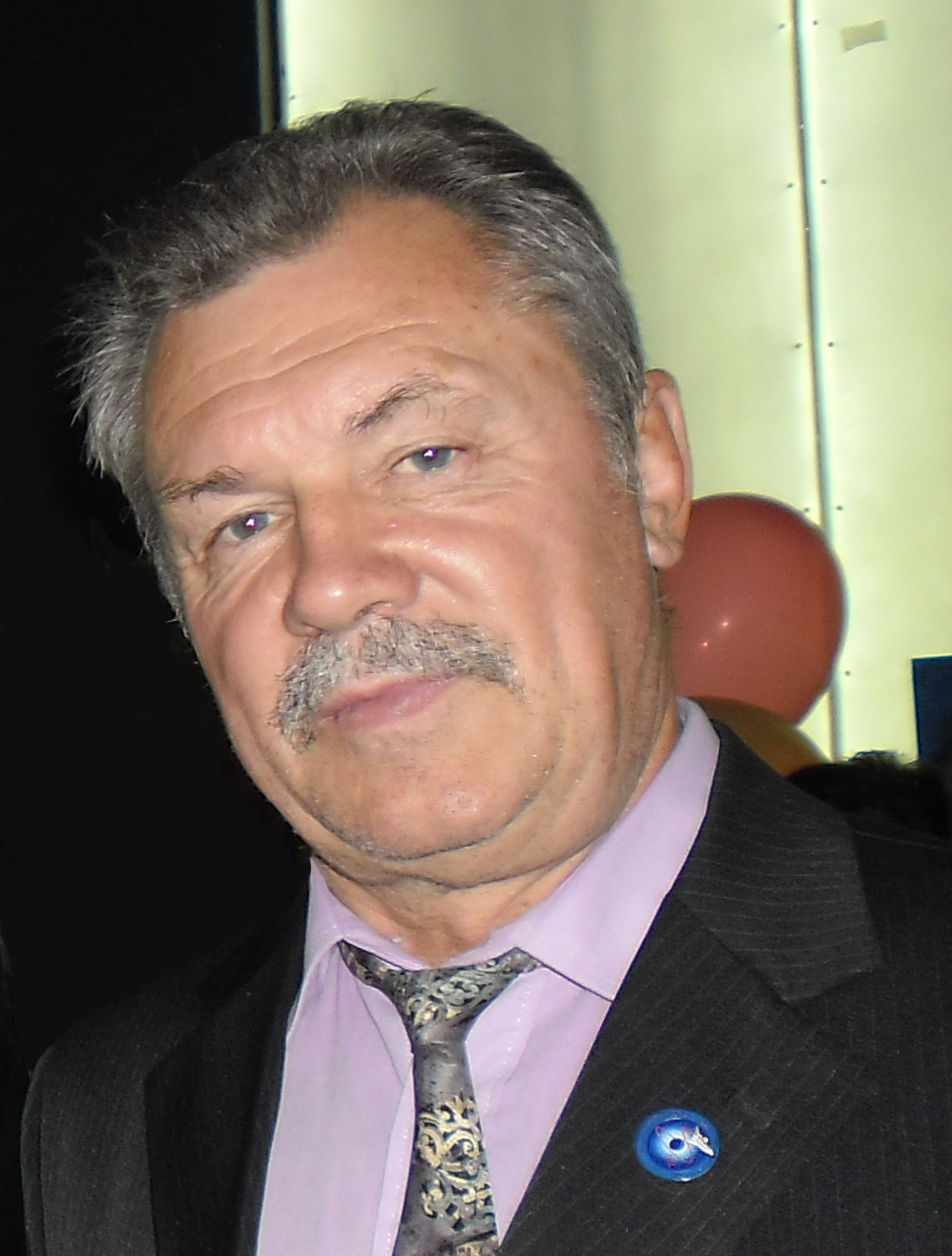
Farkas Bertalan

### Kisbolygók eszperantóval kapcsolatos elnevezése
Három kisbolygó is eszperantóval kapcsolatos nevet kapott. Ezek név szerint: 1421 Esperanto (nevét az eszperantó nyelvről kapta), 1462 Zamenhof (nevét Lazar Markovics Zamenhofról, az eszperantó nyelv elindítójáról kapta), 45300 Thewrewk (nevét Ponori Thewrewk Aurél, magyar csillagász, kronológus, szakíró, természettudós, eszperantistáról kapta).

A Thewrewk kisbolygó

### Eszperantó kultúra
Az eszperantó, noha tervezett nyelv, már a kezdetek óta irodalmi nyelv volt. Az eszperantisták létrehozták saját kultúrájukat, melyre hatással voltak a különböző kultúrák.

#### Külföldi eszperantista írók
Bővebben: Külföldi eszperantista írók listája

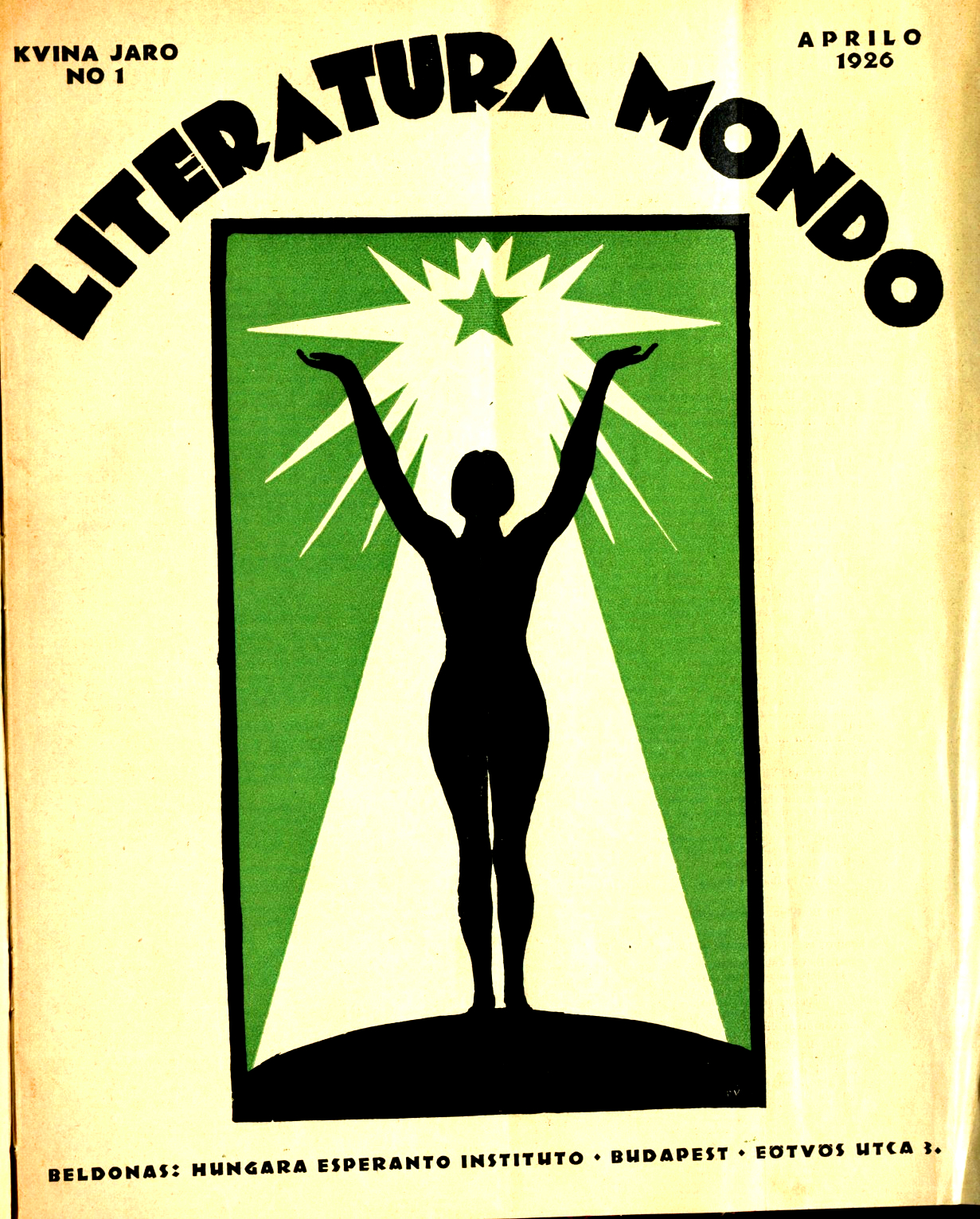
Folyóirat és kiadó

### Az eszperantó mint liturgikus nyelv
1990. november 8-án a Vatikáni Istentiszteleti és Szentségi Kongregáció jóváhagyta az eszperantó szövegeket. Ily módon az eszperantó liturgikus nyelvvé vált. 1995 nyara óta a „Misekönyv és olvasmányok vasárnapra és ünnepnapra” két kötetben kapható. A tervezett nyelvek közül csak az eszperantó vált liturgikus nyelvvé.

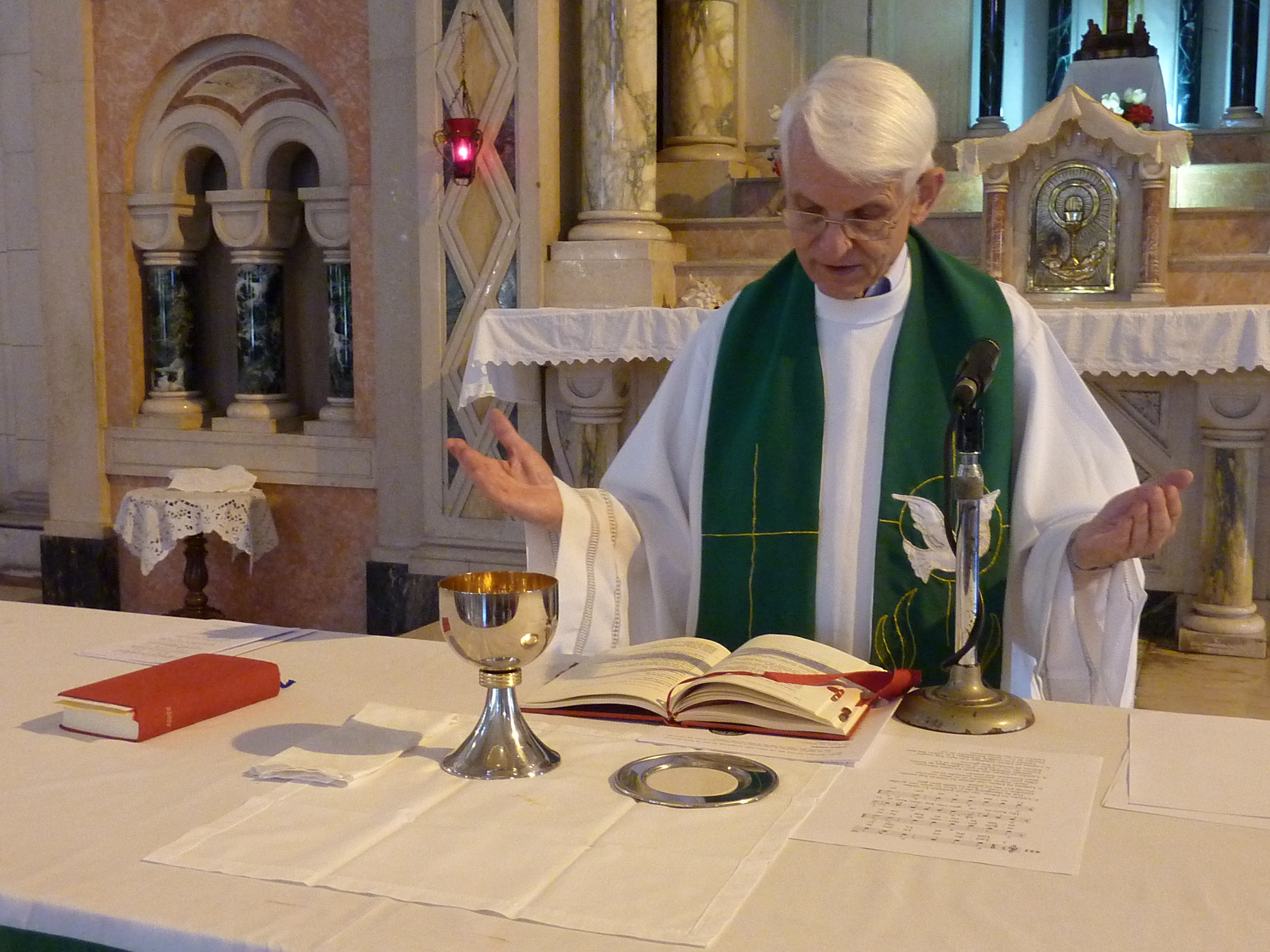
Eszperantó szent mise
A katolikus eszperantisták zászlója

### Az eszperantó nyelv oktatása
Az Eszperantó Akadémia (Akademio de Esperanto, rövidítve AdE, eredetileg Lingva Komitato) független nyelvi intézmény, melynek legfőbb feladata az eszperantó nyelv alaptörvényeinek védelme, fejlődésének felügyelése (kivételek létrejöttének megakadályozása, a Fundamento betartatása, új szavak jóváhagyása stb.). Székhelye jelenleg Hollandiában, Rotterdamban van.
Eszperantó Tanárok Nemzetközi Szövetsége (eszperantó: Internacia Ligo de Esperantistaj Instruistoj röv.: ILEI) az eszperantó tanárok és az eszperantó oktatók 1949-ben alapított szakmai szövetsége. Civil szervezet, amely kapcsolatban áll az Eszperantó Világszövetséggel. Az eszperantó nyelv és kultúra elterjedésének támogatása érdekében a civil szervezet könyveket és folyóiratokat jelentet meg, nemzetközi konferenciákat és vizsgákat szervez világszerte az eszperantó tanárok képesítésének igazolására.(Már 1910-ben megalakult az Internacia Asocio de Instruistoj (IAI).

#### Vakok és gyengénlátók oktatása
A XX. század elejéig a vakok és gyengénlátók eszperantó oktatása csak hallás után volt lehetséges. 1902 óta rendelkezésükre áll az eszperantó Braille.

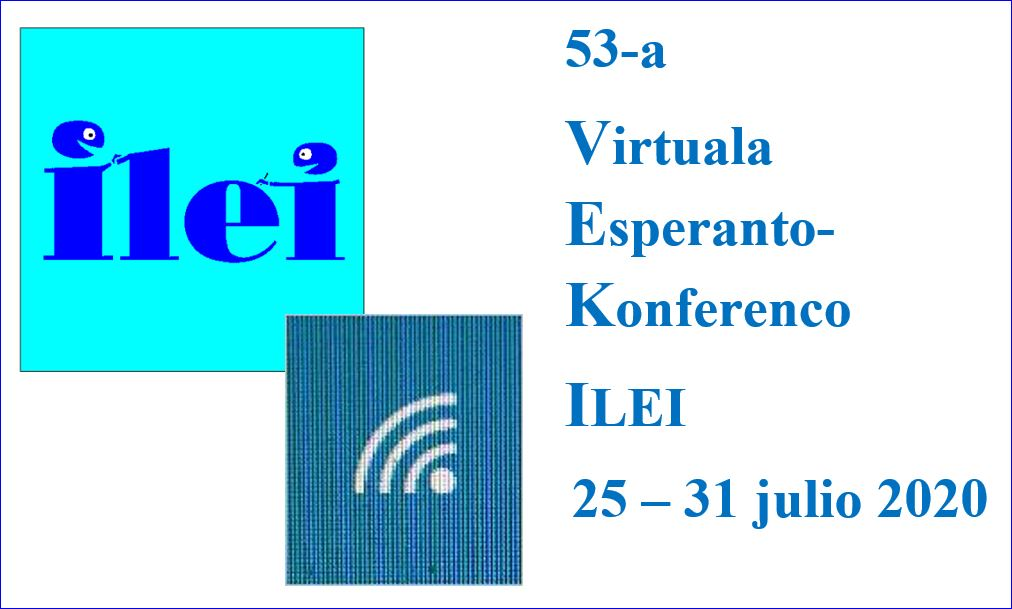

### Eszperantisták üldöztetése
Különböző korok rezsimei az eszperantót, vagy az eszperantistákat üldözték a nyelvvel kapcsolatos tevékenységük miatt. Az eszperantó ellenes tevékenységek egy része a nemzetközi nyelv belső eszméjében foglaltakra, vagy feltételezésekre, fikciókra épült; vagy az eszperantistáknak tulajdonított internacionalizmus vagy kozmopolitizmus ellenes mozgalmak ellenszenvéből fakadt. Ulrich Lins német történész, japánologus eszperantista 1988-ban írta meg a történetet a La danĝera lingvo (A veszélyes nyelv) c. könyvében.

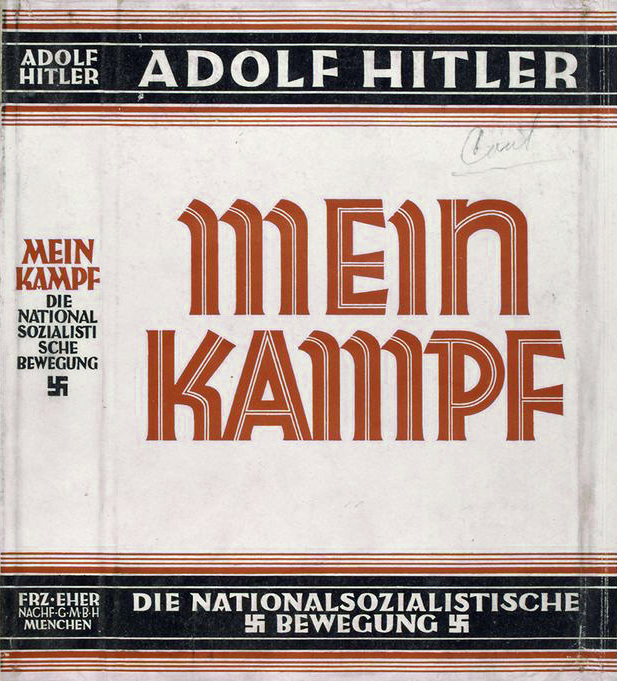
Adolf Hitler már a Mein Kampf c. írásában megemlíti az eszperantistákat, mint ellenség
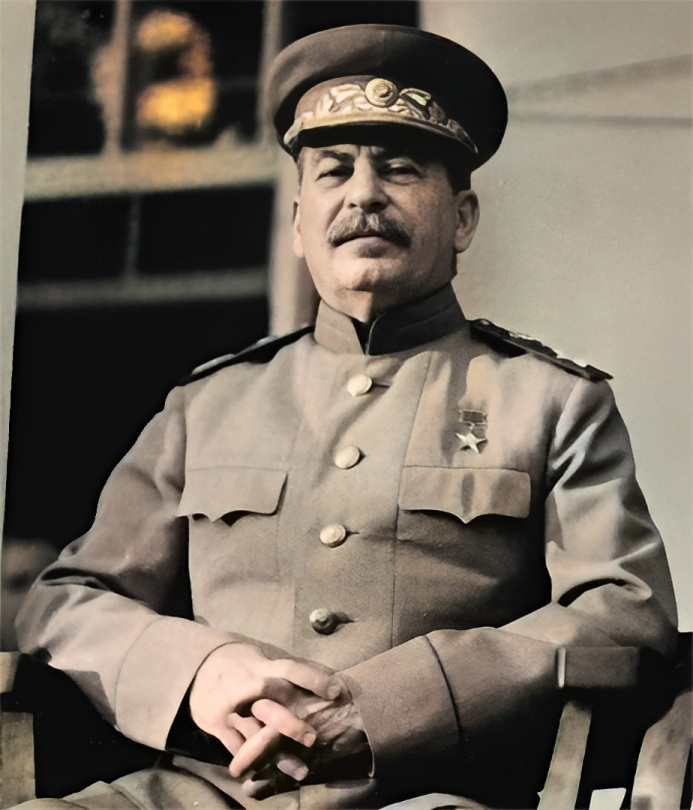
Joszif Visszarionovics Sztálin: Nagy tisztogatás

### Az eszperantó hasznosítása
- A belső indíttatás: semleges nyelvi alapon eltávolítani a népek közötti falakat, és megtanítani az emberekkel, hogy felebarátjukban csak embert és testvért lássanak.
- A tervezett eszperantó nyelvről világszerte számos országban bebizonyosodott, hogy jó felkészítő eszköz más nyelvek tanulására.
- A nyelv kitűnő kapcsolatépítő képességét bizonyítja a Pasporta Servo szolgáltatás és az Eszperantó kultúra.
- Az eszperantóval történő kereskedelem egy olyan ötlet, amely hangsúlyozza az eszperantó potenciális hasznosságát a nemzetközi kereskedelemben és pénzügyekben. Az eszperantó mozgalom kezdete óta az eszperantó használatát a nemzetközi kereskedelemben a nyelv egyik fő erényének tekintik.[19][20][21][22][23]
- Konferencia az Eszperantó Tudományos és Technikai Alkalmazásairól (KETTA) - Konferenco pri Aplikoj de Esperanto en Scienco kaj Tekniko (KAEST) az eszperantó tudományos és technikai alkalmazását gyakorló szemináriumok és konferenciák sorozata, amely a mai Csehország és Szlovákia területén zajlik.
- Az eszperantó és a politika - Eŭropo – Demokratio – Esperanto

#### Külföldi politikus eszperantisták
Bővebben: Külföldi eszperantista politikusok listája

## Fordítás
Ez a szócikk részben vagy egészben  az   Esperantistoj című eszperantó Wikipédia-szócikk ezen változatának fordításán alapul.  Az eredeti cikk szerkesztőit annak laptörténete sorolja fel. Ez a jelzés csupán a megfogalmazás eredetét és a szerzői jogokat jelzi, nem szolgál a cikkben szereplő információk forrásmegjelöléseként.